# ハドソン-バーゲン・ライトレール

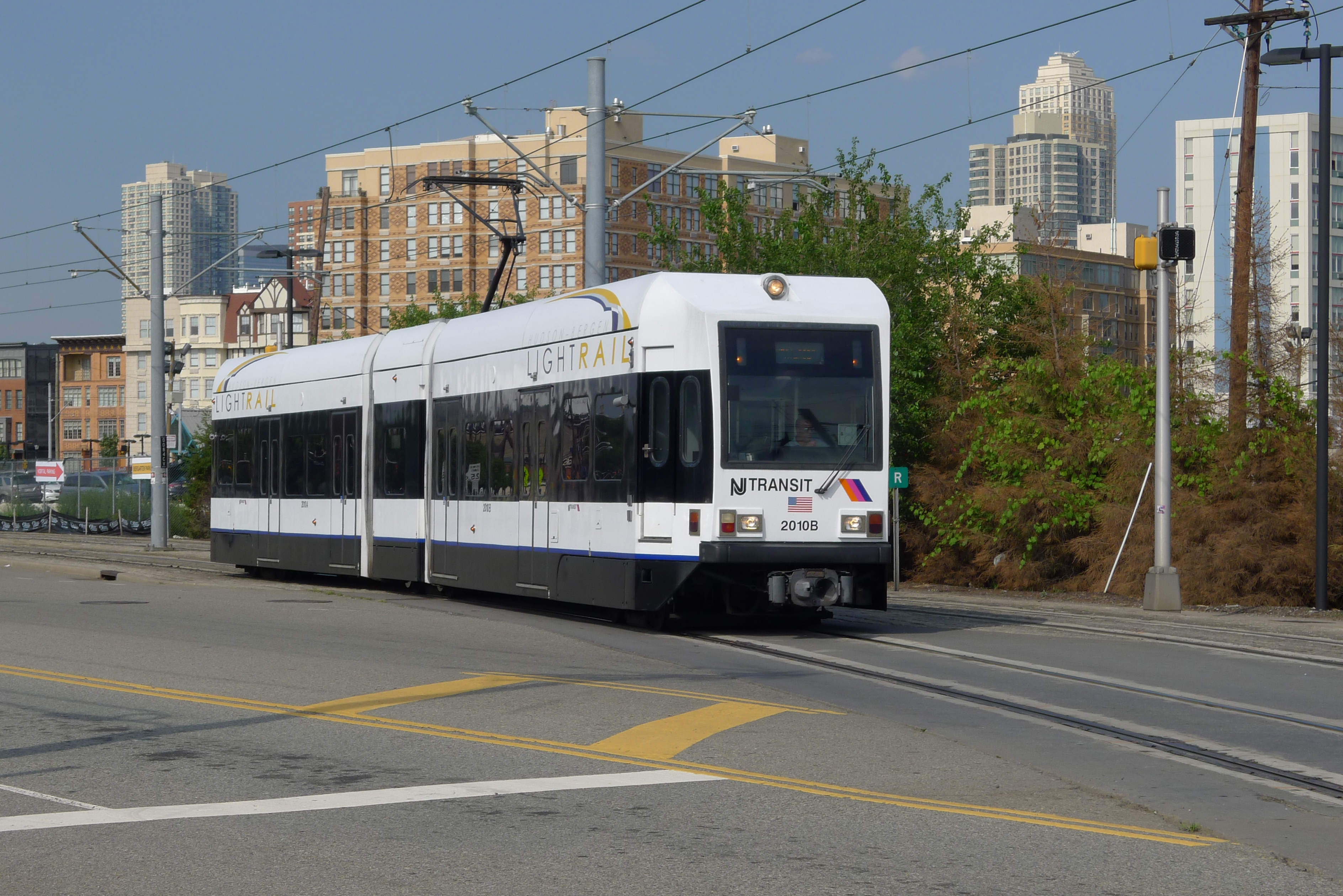
ジャージーシティ付近

ハドソン-バーゲン・ライトレール（Hudson–Bergen Light Rail）はアメリカ合衆国ニュージャージー州ハドソン郡で運行されているライトレールである。ニュージャージー・トランジットが運営している。

## 概要
ハドソン川およびアッパー・ニューヨーク湾沿いに走る全長27キロメートルのライトレールである。北からノースバーゲン、ユニオンシティ、ウィホーケン、ホーボーケン、ジャージーシティ、ベイヨンを結んでいる。平日1日当たりの利用客は54,348人。2000年4月に運行開始。その後延伸が重ねられ、2011年1月に現在の形となった。

## 路線
以下の3路線が運行されている。
- 8th Street–Hoboken：8丁目駅（8th Street）・ホーボーケン駅間
- West Side–Tonnelle：ウエスト・サイド・アベニュー駅（West Side Avenue）・トネル・アベニュー駅（Tonnelle Avenue）間
- Hoboken–Tonnelle： ホーボーケン駅（Hoboken）・トネル・アベニュー駅（Tonnelle Avenue）間（平日のみ）

路線図

## 運行形態
各路線朝5時から深夜1時まで運行されている。車両は近畿車輛が製造したニュージャージー・トランジット100形・2000形電車が使用されている。

## 運賃
駅にある券売機で切符を購入し、駅にある刻印機（validators）で乗車前に日時を刻印する。2020年からはスマートフォンでの購入も可能となった。
信用乗車方式がとられており、駅に改札はなく、定期的に係員が車内で切符の確認を行っている（切符を持っていないと100ドルの罰金が科される）。
片道運賃は距離によらず2.25ドル（62歳以上の高齢者、障害者、12歳以下の子供は1.05ドル）。